# Black Hammock
Black Hammock es un lugar designado por el censo ubicado en el condado de Seminole en el estado estadounidense de Florida. En el Censo de 2010 tenía una población de 1.144 habitantes y una densidad poblacional de 40,48 personas por km².

## Geografía
Black Hammock se encuentra ubicado en las coordenadas 28°42′27″N 81°10′40″O / 28.70750, -81.17778. Según la Oficina del Censo de los Estados Unidos, Black Hammock tiene una superficie total de 28.26 km², de la cual 28.26 km² corresponden a tierra firme y (0%) 0 km² es agua.

## Demografía
Según el censo de 2010, había 1.144 personas residiendo en Black Hammock. La densidad de población era de 40,48 hab./km². De los 1.144 habitantes, Black Hammock estaba compuesto por el 90.91% blancos, el 3.06% eran afroamericanos, el 0.26% eran amerindios, el 1.4% eran asiáticos, el 0% eran isleños del Pacífico, el 2.71% eran de otras razas y el 1.66% pertenecían a dos o más razas. Del total de la población el 9.44% eran hispanos o latinos de cualquier raza.